# Baltops 2015

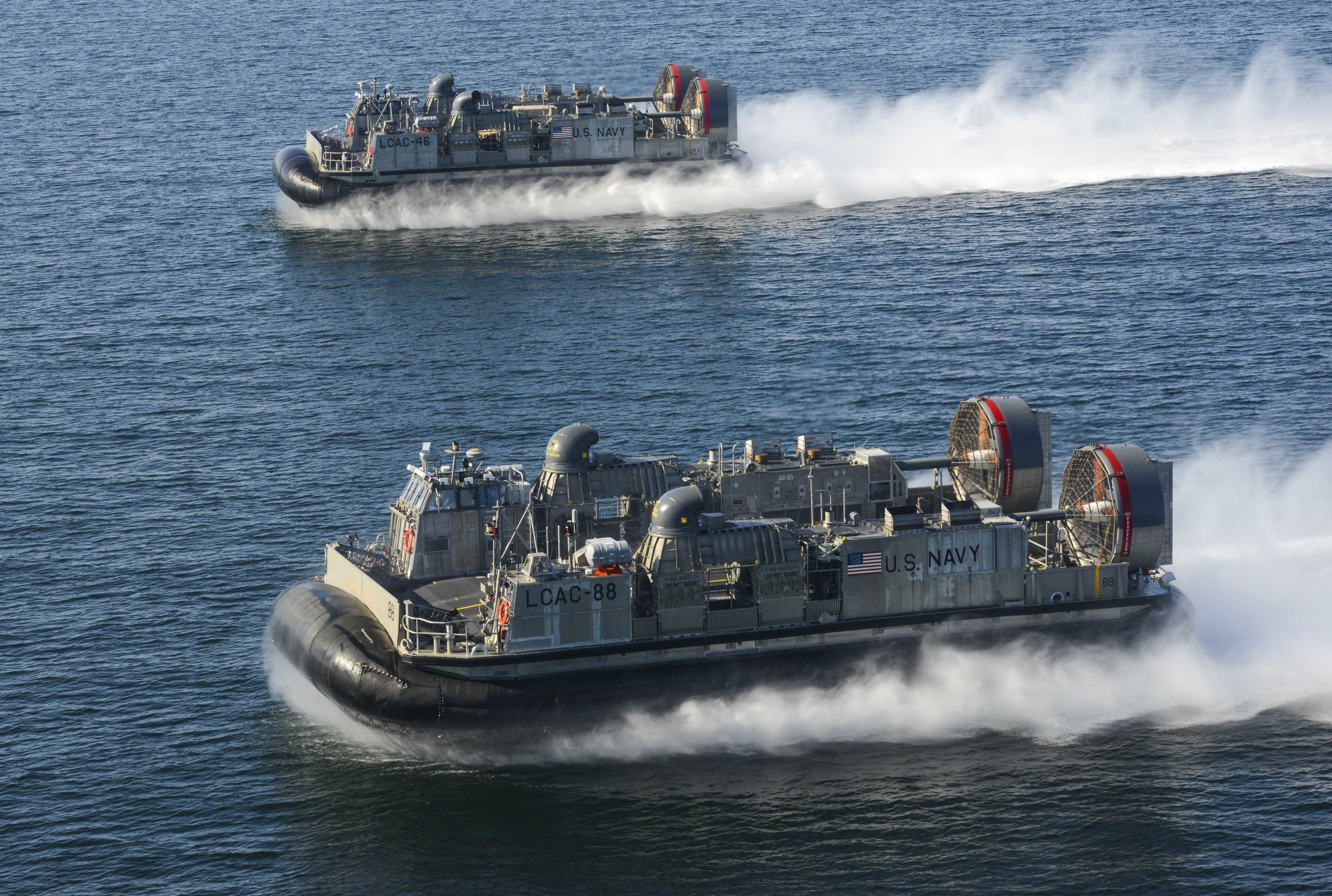
Amerikanska LCAC under Baltops 2015.

Baltops 2015 var en Nato-marinövning på svenskt, polskt samt internationellt vatten i Östersjön den 5–20 juni 2015. Den var en del i de årligen återkommande Baltic Operations.
Militärövningen gjordes i samarbete mellan svenska, brittiska, amerikanska och polska fartyg, som genomförde en landsättning från havet på Ravlunda skjutfält på Skånes östkust. Syftet med Baltops var enligt försvarsmakten att "skapa stabilitet och säkerhet i områden kring Östersjön". Det var 17 nationer, uppemot 4.500 personer, ett 50-tal fartyg, ett 50-tal stridsflygplan och helikoptrar, en polsk ubåt och ett flertal fordon,  som deltog. Från svensk sida deltog cirka 300 personer från enheter ur Amfibieregementet, Tredje sjöstridsflottiljen, Blekinge flygflottilj, Marinbasen och Luftstridsskolan. Parallellt med Baltops 2015 genomfördes också Natos markövning Saber Strike i Baltikum, i vilken Sverige inte deltog.